# Pyrostria viburnoides
Pyrostria viburnoides là một loài thực vật có hoa trong họ Thiến thảo. Loài này được (Baker) Verdc. miêu tả khoa học đầu tiên năm 1983.